# Спасибо за обмен
«Спасибо за обмен» (англ. Thanks for Sharing) — американский комедийно-драматический фильм 2012 года. Главные роли исполнили Марк Руффало, Тим Роббинс и Гвинет Пэлтроу.
Премьера фильма состоялась на Кинофестивале в Торонто в 2012 году. В кинотеатрах США фильм вышел лишь через год.

## Сюжет
Три сексоголика решили бороться с пагубной зависимостью. Они состоят в анонимном сообществе, действующем по программе «12 шагов» и посещают группы. Дело это, как оказывается, непростое, но чего не сделаешь ради того, чтобы оправиться от сексуальной зависимости и наладить конструктивные отношения с окружающими в первый раз в жизни…

## В ролях
| Актёр              | Роль        |
| ------------------ | ----------- |
| Марк Руффало       | Адам        |
| Тим Роббинс        | Майк        |
| Гвинет Пэлтроу     | Фиби        |
| Джош Гэд           | Нил         |
| Джоэли Ричардсон   | Кэти        |
| Алиша Бет Мур      | Диди        |
| Патрик Фьюгит      | Дэнни       |
| Кэрол Кейн         | Роберта     |
| Микаэла Уоткинс    | Марни       |
| Исайя Уитлок мл.   | Чальз       |
| Эмили Мид          | Бекки       |
| Пурна Джаганнатан  | Лили Кажани |
| Окьерете Онаодован | Лоу         |

## Критика
Фильм получил смешанные отзывы кинокритиков. На сайте Rotten Tomatoes фильм имеет рейтинг 50 % на основе 113 рецензий со средним баллом 5,6 из 10. На сайте Metacritic фильм имеет оценку 54 из 100 на основе 38 рецензий критиков, что соответствует статусу «смешанные или средние отзывы».